# 순교자 광장

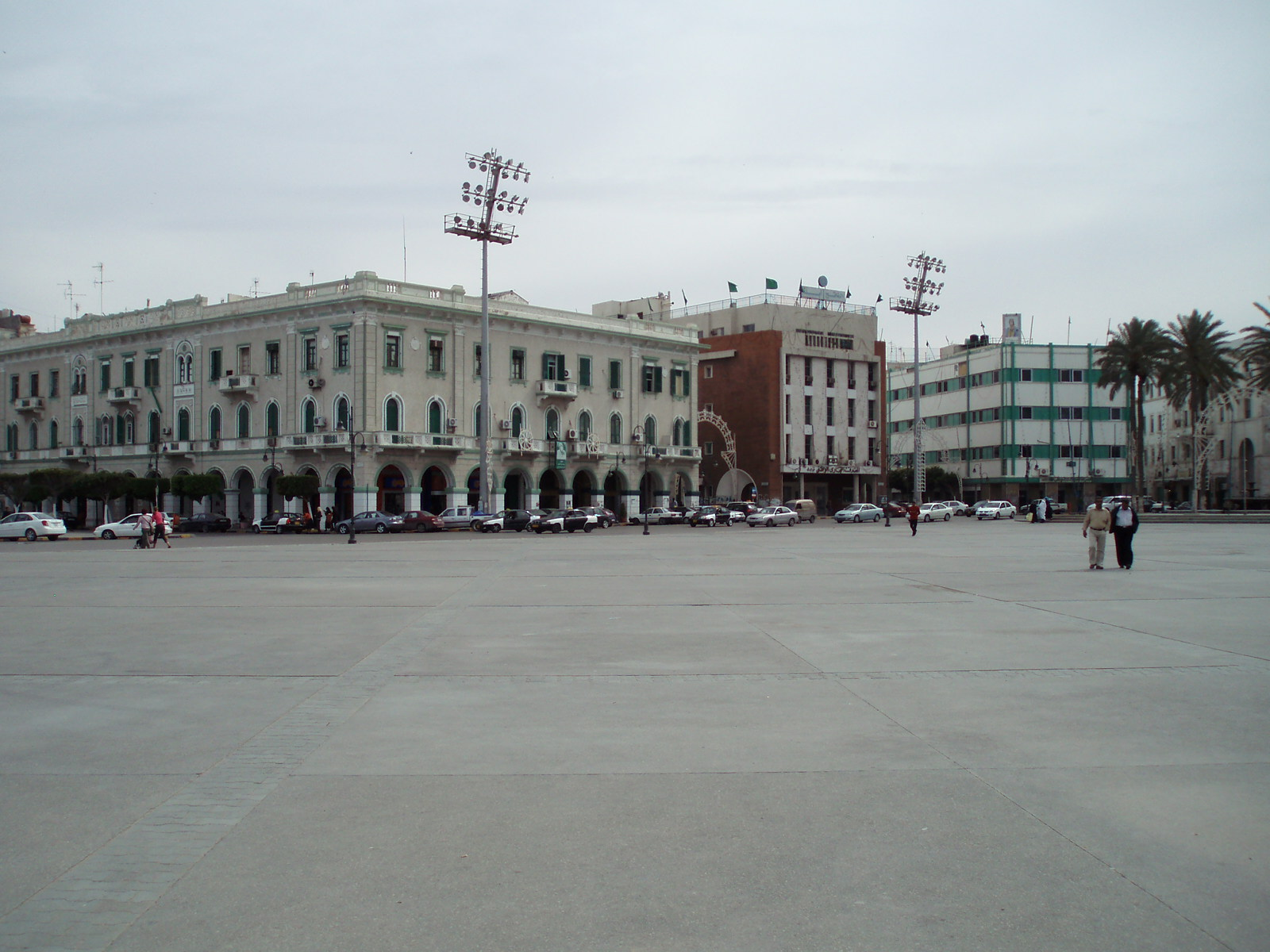
독립 광장이란 이름이 붙었던 트리폴리의 녹색 광장

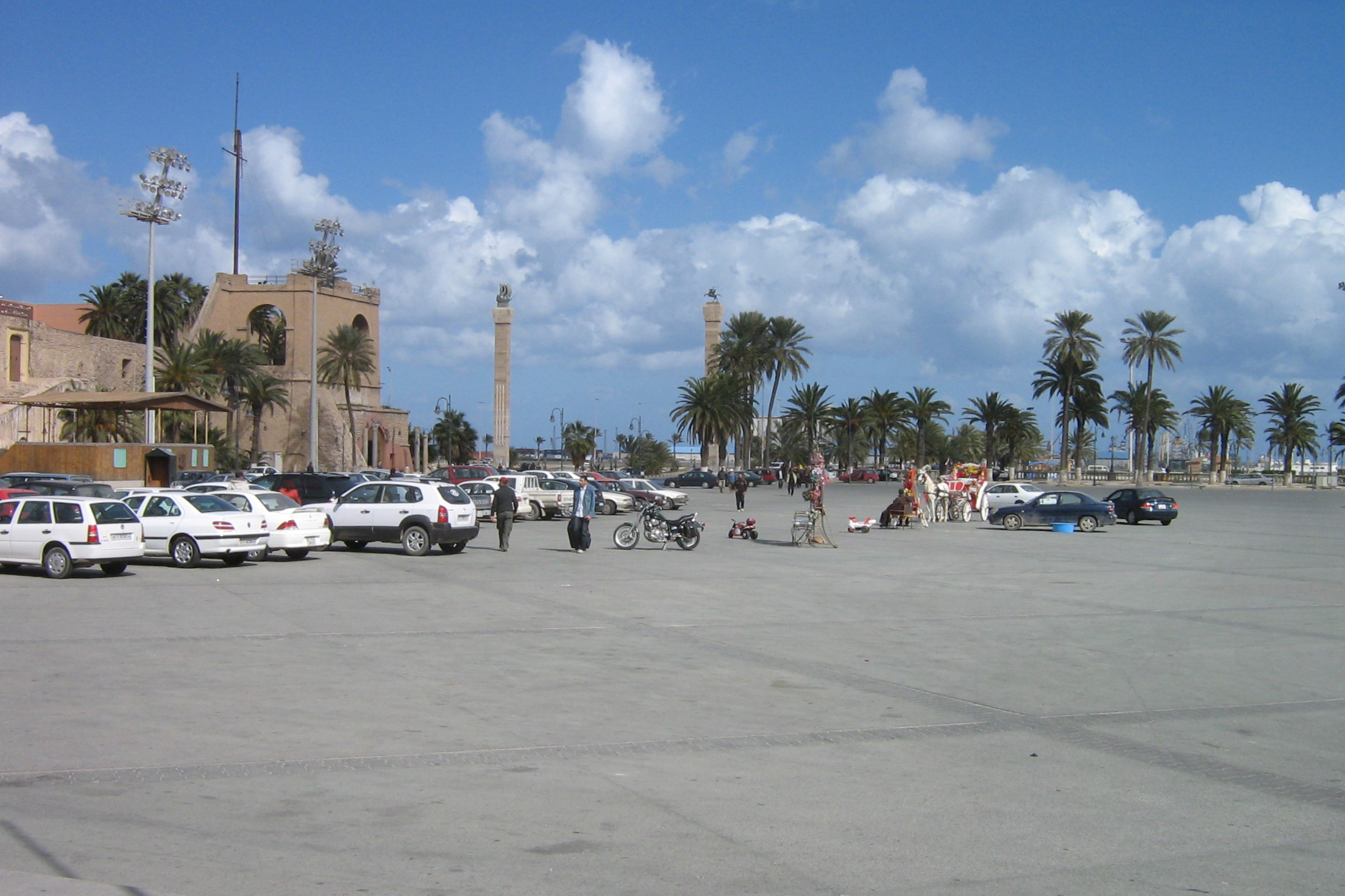
녹색 광장에서 북쪽 해안가를 바라본 풍경. 왼쪽의 건물이 붉은 성이다.

녹색 광장(아랍어: الساحة الخضراء)은 리비아 트리폴리의 항구 지역의 도심에 만들어진 광장이다. 순교 광장이라는 이름도 붙어있다. 광장 주변에는 도시의 중요한 비지니스 건물들이 자리잡고 있다.

## 역사
이탈리아의 식민 통치자가 세웠던 그린 광장은 한 쪽에는 붉은 성이 세워져있고, 한 쪽에는 해안가로 향하는 큰 길이 나있다. 길 주변에 세워진 큰 두 기둥들 중 한 쪽 기둥의 위에는 나무배의 철형상이 있고, 다른 한 쪽 위에는 승마인의 형상이 있다.

### 2011년 리비아 봉기
2011년 리비아 봉기의 일부분으로, 2월에 그린 광장에서는 카다피를 규탄하는 반카다피 집회가 열렸고(20일, 25일), 친카다피 세력도 25일의 다른 시간에 이 광장에서 카다피를 옹호하며 시위자들을 비난하는 성명을 발표했다. 트리폴리 내의 혼란으로 광장에는 사람이 다니질 않고 있다.